# Lijst van voetbalinterlands Ierland - Turkije
Deze lijst van voetbalinterlands is een overzicht van alle officiële voetbalwedstrijden tussen de nationale teams van Ierland en Turkije. De landen speelden tot op heden veertien keer tegen elkaar. De eerste ontmoeting, een kwalificatiewedstrijd voor het Europees kampioenschap voetbal 1968, werd gespeeld in Dublin op 16 november 1966. Het laatste duel, een vriendschappelijke wedstrijd, vond plaats op 23 maart 2018 in Antalya.

## Wedstrijden
| №  | Plaats    | Datum            | Competitie           | Wedstrijd         | Uitslag |
| -- | --------- | ---------------- | -------------------- | ----------------- | ------- |
| 1  | Dublin    | 16 november 1966 | EK 1968 kwalificatie | Ierland – Turkije | 2 – 1   |
| 2  | Ankara    | 22 februari 1967 | EK 1968 kwalificatie | Turkije – Ierland | 2 – 1   |
| 3  | İzmir     | 20 november 1974 | EK 1976 kwalificatie | Turkije – Ierland | 1 – 1   |
| 4  | Dublin    | 29 oktober 1975  | EK 1976 kwalificatie | Ierland – Turkije | 4 – 0   |
| 5  | Ankara    | 13 oktober 1976  | Vriendschappelijk    | Turkije – Ierland | 3 – 3   |
| 6  | Dublin    | 5 april 1978     | Vriendschappelijk    | Ierland – Turkije | 4 – 2   |
| 7  | İzmir     | 27 mei 1990      | Vriendschappelijk    | Turkije – Ierland | 0 – 0   |
| 8  | Dublin    | 17 oktober 1990  | EK 1992 kwalificatie | Ierland – Turkije | 5 – 0   |
| 9  | Istanboel | 13 november 1991 | EK 1992 kwalificatie | Turkije – Ierland | 1 – 3   |
| 10 | Dublin    | 13 november 1999 | EK 2000 kwalificatie | Ierland – Turkije | 1 – 1   |
| 11 | Bursa     | 17 november 1999 | EK 2000 kwalificatie | Turkije – Ierland | 0 – 0   |
| 12 | Dublin    | 9 september 2003 | Vriendschappelijk    | Ierland – Turkije | 2 – 2   |
| 13 | Dublin    | 25 mei 2014      | Vriendschappelijk    | Ierland – Turkije | 1 – 2   |
| 14 | Antalya   | 23 maart 2018    | Vriendschappelijk    | Turkije – Ierland | 1 – 0   |

## Samenvatting
| Competitie        | Totaal gespeeld | Winst Ierland | Gelijk | Winst Turkije | Doelsaldo Ierland – Turkije |
| ----------------- | --------------- | ------------- | ------ | ------------- | --------------------------- |
| EK-kwalificatie   | 8               | 4             | 3      | 1             | 17 − 6                      |
| Vriendschappelijk | 6               | 1             | 3      | 2             | 10 − 10                     |
| Totaal            | 14              | 5             | 6      | 3             | 27 − 16                     |

## Details

### Zevende ontmoeting
| Vriendschappelijk (İzmir, Turkije, 27 mei 1990): |       |         |
| Turkije                                          | 0 – 0 | Ierland |
|                                                  | goals |         |

### Negende ontmoeting
| EK 1992 kwalificatie (Istanboel, Turkije, 13 november 1991): |              | |
| Turkije | 1 – 3        | Ierland |
| Rıza Çalımbay 13' (pen.) | goals        | 8' John Byrne 54' Tony Cascarino 57' John Byrne |
| Sepp Piontek | bondscoach   | Jack Charlton |
| Hayrettin Demirbaş Recep Çetin 69' Gökhan Keskin Turhan Sofuoğlu Rıza Çalımbay Tugay Kerimoğlu Ogün Temizkanoğlu Hami Mandıralı Oğuz Çetin Feyyaz Uçar 46' Orhan Çıkırıkçı 69' | opstellingen | Pat Bonner Chris Hughton David O'Leary Mick McCarthy Terry Phelan John Byrne Paul McGrath Steve Staunton Kevin Sheedy Tony Cascarino John Aldridge |
| Rıdvan Dilmen 46' Bülent Korkmaz 69' | wissels      | |
| Recep Çetin 50' | gele kaarten | 30' Steve Staunton |

### Elfde ontmoeting
| EK 2000 kwalificatie (Bursa, Turkije, 17 november 1999): |       |         |
| Turkije                                                  | 0 – 0 | Ierland |
|                                                          | goals |         |

### Dertiende ontmoeting
| Vriendschappelijk (Dublin, Ierland, 25 mei 2014):                |       |                                       |
| Ierland                                                          | 1 – 2 | Turkije                               |
| Jon Walters 78'                                                  | goals | 17' Ahmet İlhan Özek 75' Tarık Çamdal |
| - Debuut van doelman Rob Elliot (Newcastle United) voor Ierland. |       |                                       |

### Veertiende ontmoeting
| Vriendschappelijk (Antalya, Turkije, 23 maart 2018): |       |         |
| Turkije | 1 – 0 | Ierland |
| Mehmet Topal 52' | goals |         |
| - Debuut van İrfan Can Kahveci (Başakşehir) voor Turkije. - Debuut van Matt Doherty (Wolverhampton Wanderers), Declan Rice (West Ham United) en Scott Hogan (Aston Villa) voor Ierland. |       |         |

FAI · A-internationals · Bondscoaches · Statistieken · Iers vrouwenelftal · Olympisch elftal · Ierland U21 · Ierland U20 · Ierland U19 · Ierland U18 · Ierland U17 · Ierland U16 · Vrouwen U17
1924 – 1929 ·
1930 – 1939 ·
1940 – 1949 ·
1950 – 1959 ·
1960 – 1969 ·
1970 – 1979 ·
1980 – 1989 ·
1990 – 1999 ·
2000 – 2009 ·
2010 – 2019 ·
2020 − 2029
EK 1988 · 
EK 2012 · 
EK 2016
WK 1990 · 
WK 1994 · 
WK 2002
1924 · 
1925 · 
1926 · 
1927 · 
1928 · 
1929 · 
1930 · 
1931 · 
1932 · 
1933 · 
1934 · 
1935 · 
1936 · 
1937 · 
1938 · 
1939 · 
1940 · 1941 · 1942 · 1943 · 1944 · 1945 · 
1946 · 
1947 · 
1948 · 
1949 · 
1950 · 
1951 · 
1952 · 
1953 · 
1954 · 
1955 · 
1956 · 
1957 · 
1958 · 
1959 · 
1960 · 
1961 · 
1962 · 
1963 · 
1964 · 
1965 · 
1966 · 
1967 · 
1968 · 
1969 · 
1970 · 
1971 · 
1972 · 
1973 · 
1974 · 
1975 · 
1976 · 
1977 · 
1978 · 
1979 · 
1980 · 
1981 · 
1982 · 
1983 · 
1984 · 
1985 · 
1986 · 
1987 · 
1988 · 
1989 · 
1990 · 
1991 · 
1992 · 
1993 · 
1994 · 
1995 · 
1996 · 
1997 · 
1998 · 
1999 · 
2000 · 
2001 · 
2002 · 
2003 · 
2004 · 
2005 · 
2006 · 
2007 · 
2008 · 
2009 · 
2010 · 
2011 · 
2012 · 
2013 · 
2014 · 
2015 ·
2016 ·
2017 ·
2018 ·
2019 ·
2020 ·
2021
Albanië ·
Algerije ·
Andorra ·
Argentinië ·
Armenië ·
Australië ·
Azerbeidzjan ·
België ·
Bolivia ·
Bosnië en Herzegovina ·
Brazilië ·
Bulgarije ·
Canada ·
Chili ·
China ·
Colombia ·
Costa Rica ·
Cyprus ·
Denemarken ·
Duitsland ·
Ecuador ·
Egypte ·
Engeland ·
Estland ·
Faeröer ·
Finland ·
Frankrijk ·
Georgië ·
Gibraltar ·
Griekenland ·
Hongarije ·
IJsland ·
Iran ·
Israël ·
Italië ·
Jamaica ·
Joegoslavië ·
Kameroen ·
Kazachstan ·
Kroatië ·
Letland ·
Liechtenstein ·
Litouwen ·
Luxemburg ·
Malta ·
Marokko ·
Mexico ·
Moldavië ·
Montenegro ·
Nederland ·
Nieuw-Zeeland ·
Nigeria ·
Noord-Ierland ·
Noord-Macedonië ·
Noorwegen ·
Oekraïne ·
Oman ·
Oostenrijk ·
Paraguay ·
Polen ·
Portugal ·
Qatar ·
Roemenië ·
Rusland ·
San Marino ·
Saoedi-Arabië ·
Schotland ·
Servië ·
Slowakije ·
Sovjet-Unie ·
Spanje ·
Trinidad en Tobago ·
Tsjechië ·
Tsjecho-Slowakije ·
Tunesië ·
Turkije ·
Uruguay ·
Verenigde Staten ·
Wales ·
Wit-Rusland ·
Zuid-Afrika ·
Zweden ·
Zwitserland
België (2016) · 
Italië (2012) · 
Kroatië (2012) · 
Spanje (2012) · 
Zweden (2016)
TFF · A-internationals · Selecties · Bondscoaches · Turks vrouwenelftal · Olympisch elftal · Turkije U21 · Turkije U20 · Turkije U19 · Turkije U18 · Turkije U17 · Turkije U16
1923 – 1929 · 
1930 – 1939 · 
1940 – 1949 · 
1950 – 1959 · 
1960 – 1969 · 
1970 – 1979 · 
1980 – 1989 · 
1990 – 1999 · 
2000 – 2009 · 
2010 – 2019 ·
2020 − 2029
EK 1996 · 
EK 2000 · 
EK 2008 · 
EK 2016 ·
EK 2020 ·
EK 2024 · WK 1954 · WK 2002 · OS 1924 · 
OS 1928 · 
OS 1936 · 
OS 1948 · 
OS 1952 · 
OS 1960
1923 · 
1924 · 
1925 · 
1926 · 
1927 · 
1928 · 
1929 · 1930 · 
1931 · 
1932 · 
1933 · 1934 · 1935 · 
1936 · 
1937 · 
1938 · 1939 · 1940 · 1941 · 1942 · 1943 · 1944 · 1945 · 1946 · 1947 · 
1948 · 
1949 · 
1950 · 
1952 · 
1952 · 
1953 · 
1954 · 
1955 · 
1956 · 
1957 · 
1958 · 
1959 · 
1960 · 
1961 · 
1962 · 
1963 · 
1964 · 
1965 · 
1966 · 
1967 · 
1968 · 
1969 · 
1970 · 
1971 · 
1972 · 
1973 · 
1974 · 
1975 · 
1976 · 
1977 · 
1978 · 
1979 · 
1980 · 
1981 · 
1982 · 
1983 · 
1984 · 
1985 · 
1986 · 
1987 · 
1988 · 
1989 · 
1990 · 
1991 · 
1992 · 
1993 · 
1994 · 
1995 · 
1996 · 
1997 · 
1998 · 
1999 · 
2000 · 
2001 · 
2002 · 
2003 · 
2004 · 
2005 · 
2006 · 
2007 · 
2008 · 
2009 · 
2010 · 
2011 · 
2012 · 
2013 · 
2014 · 
2015 ·
2016 ·
2017 ·
2018 ·
2019 ·
2020 ·
2021 ·
2022 ·
2023 ·
2024
Albanië ·
Algerije ·
Andorra ·
Angola ·
Armenië ·
Australië ·
Azerbeidzjan ·
België ·
Bosnië en Herzegovina ·
Brazilië ·
Bulgarije ·
Canada ·
Chili ·
China ·
Colombia ·
Costa Rica ·
DDR ·
Denemarken ·
Duitsland ·
Ecuador ·
Egypte ·
Engeland ·
Estland ·
Ethiopië ·
Faeröer ·
Finland ·
Frankrijk ·
Georgië ·
Ghana ·
Gibraltar ·
Griekenland ·
Guinee ·
Honduras ·
Hongarije ·
Ierland ·
IJsland ·
Irak ·
Iran ·
Israël ·
Italië ·
Ivoorkust ·
Japan ·
Joegoslavië ·
Kameroen ·
Kazachstan ·
Kosovo ·
Kroatië ·
Letland ·
Libanon ·
Libië ·
Liechtenstein ·
Litouwen ·
Luxemburg ·
Maleisië ·
Malta ·
Moldavië ·
Montenegro · 
Nederland ·
Nieuw-Zeeland ·
Noord-Ierland ·
Noord-Macedonië ·
Noorwegen ·
Oekraïne ·
Oezbekistan ·
Oostenrijk ·
Pakistan ·
Paraguay ·
Polen ·
Portugal ·
Qatar · 
Roemenië ·
Rusland ·
San Marino ·
Saoedi-Arabië ·
Schotland ·
Senegal ·
Servië ·
Slovenië · 
Slowakije ·
Sovjet-Unie ·
Spanje ·
Syrië ·
Tsjechië ·
Tsjecho-Slowakije ·
Tunesië ·
Uruguay ·
Verenigde Staten ·
Wales ·
Wit-Rusland ·
Zuid-Afrika ·
Zuid-Korea ·
Zweden ·
Zwitserland
Brazilië (2002, 1) · 
Costa Rica (2002) · 
Duitsland (2008) · 
Italië (2021) · 
Kroatië (2008) · 
Kroatië (2016) · 
Portugal (2008) · 
Spanje (2016) · 
Tsjechië (2008) · 
Wales (2021) · 
Zwitserland (2008) · 
Zwitserland (2021)